# Бернар I (герцог Гасконі)
Бернар I (баск.: Bernart Gilen, гаск.: Bernat Guilhem; бл. 975 — 25 грудня 1009) — герцог Гасконі та граф Бордо в 996—1009 роках.

## Життєпис
Походив з династії Гатонідів (Гасконського дому). Старший син Вільгельма II, герцога Гасконі, та Урраки Наваррської. Народився близько 975 року. Перша письмова згадка про Бернара відноситься до 993 року — в хартії щодо відновлення монастиря Сен-Север.
Після смерті батька 996 року став герцогом Гасконі. З невідомих обставин регентом став його родич Вільгельм де Ажан. Можливо, Бернар I був хворобливою людиною. Відомий тим, що активно підтримував монастирі Сен-Оренс, Сен-Север, Ла-Реоль, їх реформу в бенедиктинському напрямку. За різними відомостями був союзником королів Франції. При цьому за іншими повідомленнями Гасконь зберігала лише номінальну залежність від останніх.
Хроніст Адемар Шабанський повідомляє, що Бернар I помер через «пристріт і чаклунство якоїсь старої жінки». Абат Монлезен вважає, що герцога отруїли гасконці «через його пристрасть до франків». Йому спадкував брат Санш VI Ґійом.